# Pinamungajan
Pinamungajan is een gemeente in de Filipijnse provincie Cebu. Bij de census van 2015 telde de gemeente bijna 66 duizend inwoners.

## Geografie

### Bestuurlijke indeling
Pinamungajan is onderverdeeld in de volgende 26 barangays:
| - Anislag - Anopog - Binabag - Buhingtubig - Busay - Butong - Cabiangon - Camugao - Duangan - Guimbawian - Lamac - Lut-od - Mangoto | - Opao - Pandacan - Poblacion - Punod - Rizal - Sacsac - Sambagon - Sibago - Tajao - Tangub - Tanibag - Tupas - Tutay |

## Demografie
Pinamungajan had bij de census van 2015 een inwoneraantal van 65.955 mensen. Dit waren 7.958 mensen (13,7%) meer dan bij de vorige census van 2010. Ten opzichte van de census van 2000 was het aantal inwoners gegroeid met 14.240 mensen (27,5%). De gemiddelde jaarlijkse groei in die periode kwam daarmee uit op 1,61%, hetgeen lager was dan het landelijk jaarlijks gemiddelde over deze periode (1,72%).

De bevolkingsdichtheid van Pinamungajan was ten tijde van de laatste census, met 65.955 inwoners op 109,16 km², 604,2 mensen per km².